# Nuenen

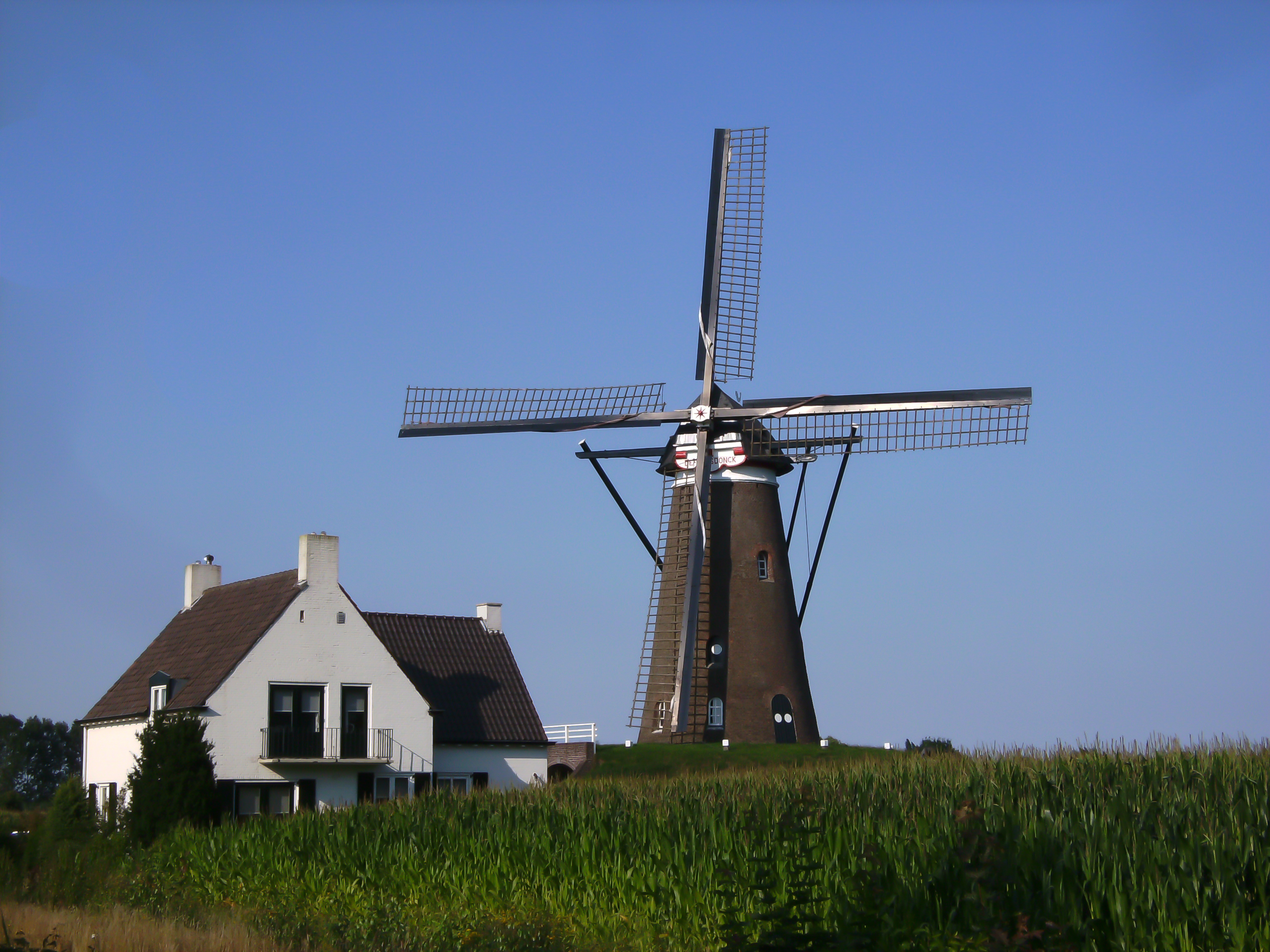
Nuenen – wiatrak de Roosdonck

Nuenen − miasto w gminie Nuenen, Gerwen en Nederwetten, w prowincji Brabancja Północna w Holandii.
W Nuenen w latach 1883–1885 mieszkał Vincent van Gogh. W tym czasie namalował on wiele obrazów przedstawiających wieśniaków i tkaczy; szczytowym jego osiągnięciem stał się tu obraz Jedzący kartofle. Namalował on również martwe natury i kilka obrazów przedstawiających kościół ojca, w tym obraz Kongregacja opuszczająca kościół reformowany w Nuenen (hol. Het uitgaan van de hervormde kerk te Nuenen), skradziony z Muzeum Vincenta van Gogha w grudniu 2002.
W centrum miasta znajduje się pomnik Vincenta van Gogha.
Nuenen było sceną bitwy 101 Dywizji Powietrznodesantowej USA podczas operacji Market Garden we wrześniu 1944, przedstawionej w 4. odcinku serialu telewizyjnego Kompania braci (2001), zatytułowanym „Replacements”. Chociaż 101 Dywizja Powietrznodesantowa walczyła w Nuenen, to historię udramatyzowano dla potrzeb serialu telewizyjnego. Głównym bohaterem odcinka jest Sierżant Denver 'Bull' Randleman. W całej bitwie Niemcy stracili dwóch żołnierzy, alianci jeden brytyjski czołg i siedmiu żołnierzy (trzech brytyjskich i czterech Amerykanów). Według książki Stephena Ambrose’a (polskie wydanie, strona 135) Brytyjczycy stracili cztery czołgi zniszczone przez niemieckie działa kalibru 88mm, dwa ocalałe zawróciły i wycofały się. Kwestia ta pozostaje do wyjaśnienia.
W Nuenen 6 sierpnia 2002 zmarł Edsger Dijkstra, holenderski naukowiec, pionier informatyki.

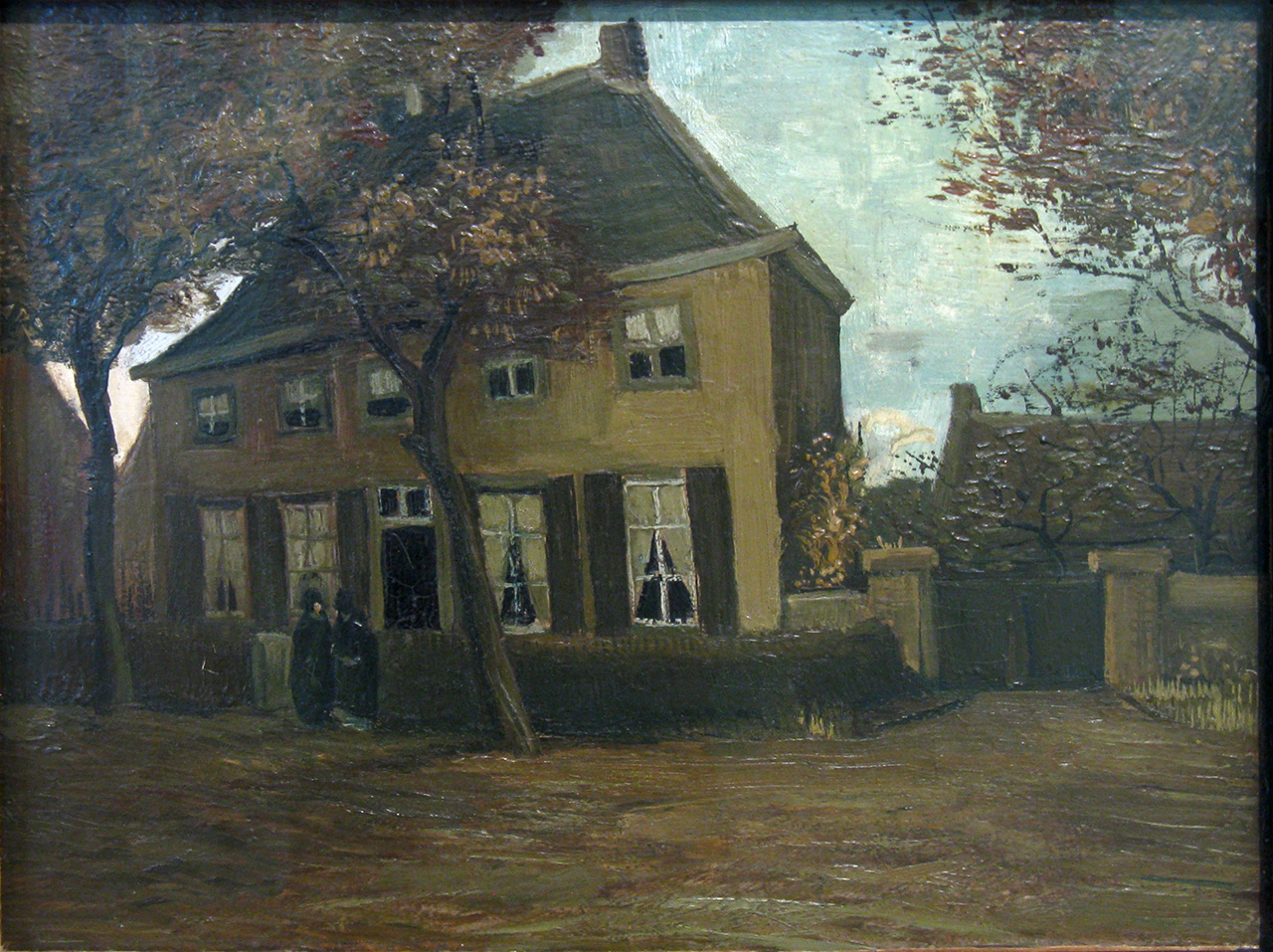
Plebania w Nuenen, 1885, Muzeum Vincenta van Gogha, Amsterdam (F182)
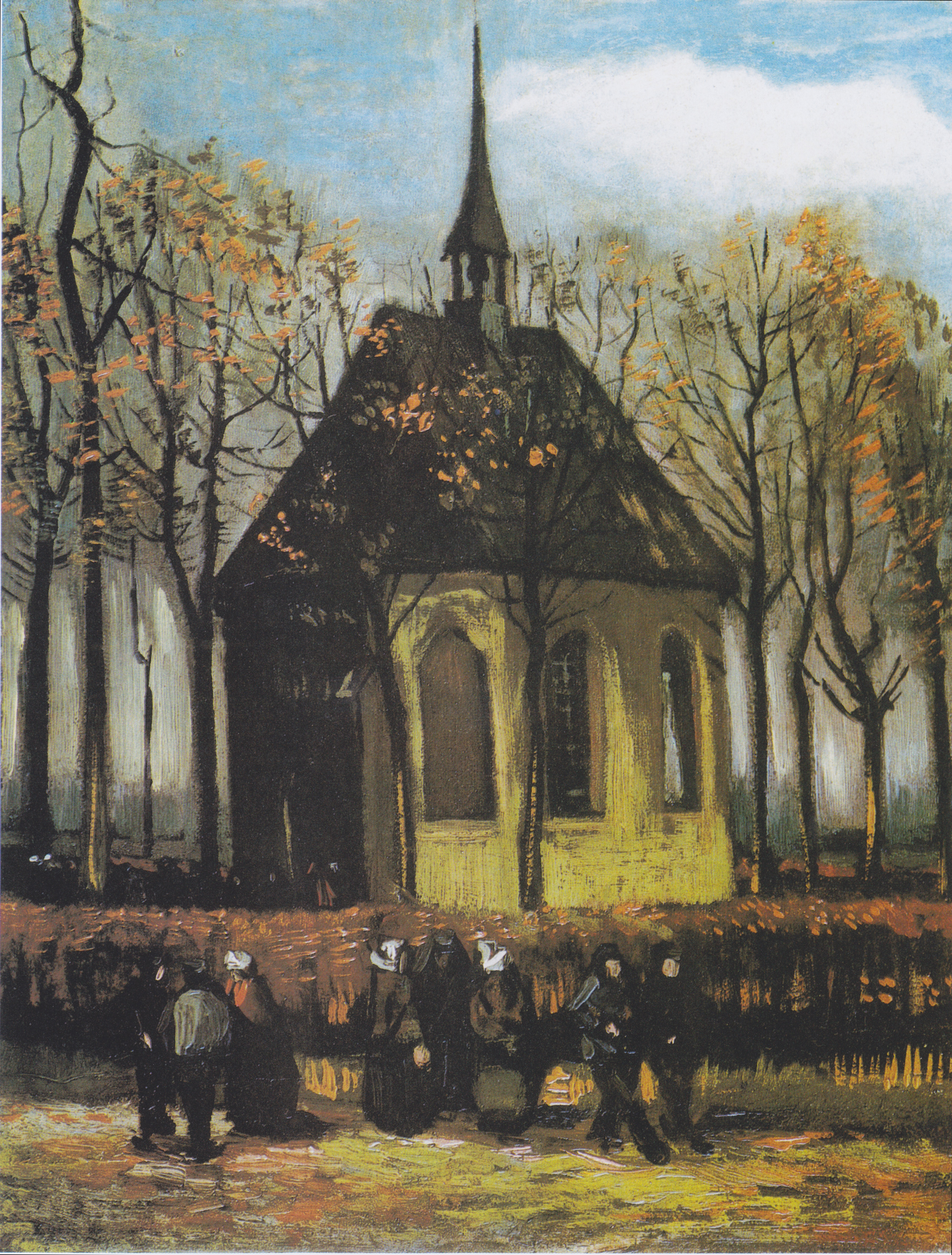
Kongregacja opuszczająca kościół reformowany w Nuenen, 1884, Muzeum Vincenta van Gogha, Amsterdam (F25)
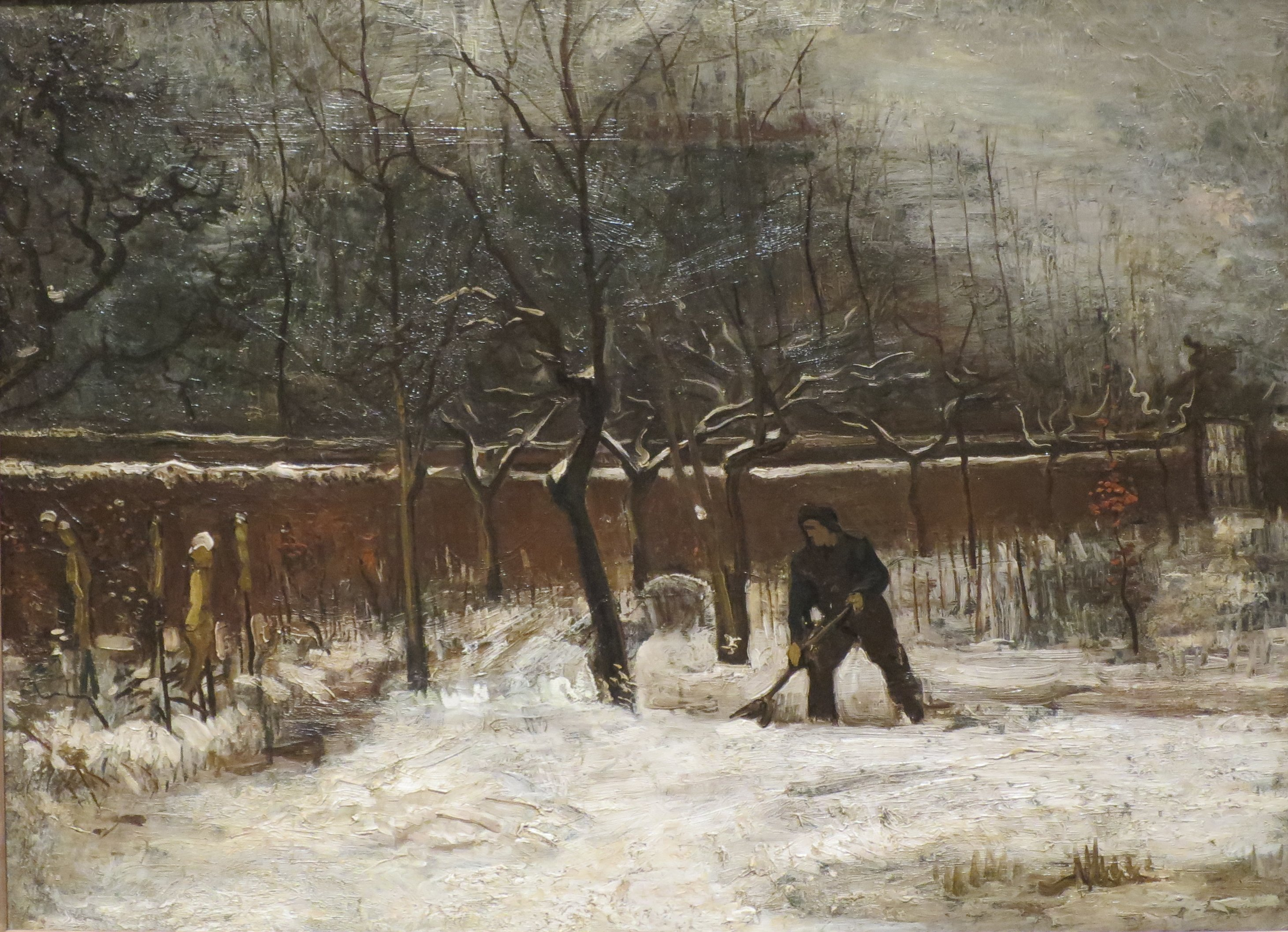
Ogród probostwa w Nuenen w śniegu, styczeń 1885, Norton Simon Museum, Pasadena (F194)